# Velarifictorus beybienkoi
Velarifictorus beybienkoi är en insektsart som beskrevs av Andrej Vasiljevitj Gorochov 1985. Velarifictorus beybienkoi ingår i släktet Velarifictorus och familjen syrsor. Inga underarter finns listade i Catalogue of Life.